# Cortezura penascoensis
Cortezura penascoensis är en kräftdjursart som beskrevs av Schultz 1977. Cortezura penascoensis ingår i släktet Cortezura och familjen Anthuridae. Inga underarter finns listade i Catalogue of Life.